# Транс-Формер
Транс-Формер — український рок-гурт, заснований 1997 році. Стиль «Транс-Формер» зазвичай визначають як фолк-рок.

## Історія
Гурт «Транс — формер» було створено у 1997 році лідером гітаристом Бікеєвим Романом у місті Полтава. Через декілька місяців після початку репетицій гурт дав свій перший сольний концерт у місті, який відбувся 18 квітня 1998 року в актовому залі Аграрного коледжу управління та права. Навесні 2000 року хлопці записали свою першу роботу на студії Сергія Єгорова. Пісня мала назву «Осінь». Цей твір так сподобався музикантам, що вони дали назву «Осінь» своєму першому альбому, який побачив світ 8 жовтня 2001 року та включав до себе вісім пісень українською мовою. Презентація пройшла гучно та вдало в одному з полтавських клубів.
Навесні 2002 року музиканти починають писати свій другий альбом на тій самій студії, і вже восени 2004 року він був виданий у широкі маси та мав назву «Фаза луни». Він вміщував в себе вісім російськомовних пісень. Альбом відрізнявся від попереднього звучанням та якістю запису.
15 травня 2006 року гурт підписує контракт з рекординговою компанією Атлантик в м. Києві про випуск повноцінного диска під назвою «Стигла вишня». До нього увійшло чотири нові пісні, включаючи «Лід», та декілька старих пісень зі збірки «Фаза луни» та «Осінь». На пісню «Стигла вишня» було відзнято відеоролик.
За підтримки Юлії та Дмитра Божко, команди КВК та відеооператора Максима навесні 2007 р. проходить знімання відео кліпу на добре відому і визнану пісню «Змусила». Уже через декілька місяців відбулася презентація кліпу на телеканалі М1 у ранковій передачі «Гутен морген», також телевізійні презентації відбулися у Харкові на Новому каналі, Полтаві на телеканалі Лтава, Дніпропетровську, та на каналі ТЕТ м. Київ.
«Транс-Формер» — це передусім Валерій Мельник — лідер-вокаліст і Роман Бікеєв — гітарист, які формують стиль, ідеологію і фактуру гурту, також нещодавно до колективу приєдналися декілька відомих в Україні музикантів: Андрій Змій — бас, Дмитро Соляріс — соло-гітара та Ігор Лотиш — ударні.
Формально їхню музику можна визначити як рок-мейнстрім. Пісні «Стигла вишня», «Вітер», «Змусила» та «Зацвіла в долині» знаходяться у плей-листах багатьох радіостанцій. Пісня «Зацвіла в долині» увійшла до CD-збірки «Кобзар Forever!», виданої після проведення фестивалю в Каневі, присвяченому Дню перепоховання тіла Великого Кобзаря.
На рахунку «Транс-Формера» кілька потужних виступів на фестивалі «Мазепа-Фест», виступ на міжнародному фестивалі Слав'янського року, який проходив у Братиславі, участь у концерті на Трухановому острові м. Київ, виступ на майдані Незалежності м. Київ в акції «Не продавайся», участь у Всеукраїнських фестивалях «Тарас Бульба», «Рок-Юг», «Слов'янський рок(м. Київ)», «Чистая планета», «Млечний путь» кілька вдалих сольних концертів та безліч «збірних солянок». Участь в збірках «Я люблю Карпати», «Раскрутка», «Кобзар фореве», «Євшанзілля», «Євшанзілля-2», «День Незалежності з Махном», «Второе дыхание», «Мазепа-Фест 2004», «Мазепа-Фест 2005», «Мазепа-Фест 2006», «Слов'янський рок», поруч з ВВ, Тартак, ТНМК, Росава, Плач Єремії, Кузьма Скрябін, Брати Гадюкіни, Вася Club, Мертвий Півень, Мотор'ролла, Гайдамаки, Кому Вниз, Перкалаба, Абздольц.
Підписаний договір з ФДР-радіоцентром, в якому запланований вихід нового альбому під робочою назвою «Буде дощ» на кінець листопада 2008 року.
У 2014 році гурт виступив на Харківському Євромайдані.
Гурт піснею «Час. Так працює пам'ять» долучився до акції «Так працює пам'ять», присвяченої пам'яті Данила Дідіка і всім, хто віддав життя за незалежність України.

## Дискографія
- 2001 — «Осінь»
- 2004 — «Фаза луны»
- 2006 — «Стигла вишня»
- 2010 — «Територія троянд»
- 2015 — «Останній кордон»

## Кліпи
- Змусила
- Сонце
- Буде дощ
- Євшанзілля
- Моя весна
- Летів
- Ніч
- Кішка
- Повертайся у мої сни

## Учасники
- Валерій Мельник — лідер-вокаліст,
- Роман Бікеєв — гітарист,
- Змій Андрій — бас,
- Соляріс Дмитро — соло гітара,
- Ігор Лотиш — ударні.